# Wahlkreis Gordon (Schottisches Parlament)
| Gordon                       |
| ---------------------------- |
| Gordon · North East Scotland |
| Gebildet                     |
| 1999                         |
| Abgeschafft                  |
| 2011                         |
| Regionen                     |
| Aberdeenshire Moray          |

Gordon war ein Wahlkreis für das Schottische Parlament. Er wurde 1999 als einer von neun Wahlkreisen der Wahlregion North East Scotland eingeführt, die im Zuge der Revision der Wahlkreise im Jahre 2011 neu zugeschnitten und auf zehn Wahlkreise erweitert wurde. Hierbei wurden der Wahlkreis Gordon abgeschafft. Er umfasste Gebiete der Council Areas Aberdeenshire und Moray mit den Städten Huntly, Inverurie und Keith. Bei Zensuserhebung 2001 lebten insgesamt 78.212 Personen innerhalb seiner Grenzen. Die Gebiete sind weitgehend in den neuen Wahlkreisen Aberdeenshire East und Aberdeenshire West aufgegangen. Ein westlicher Teil wurde auch der benachbarten Wahlregion Highlands and Islands zugeschlagen. Es wurde ein Abgeordneter entsandt.

## Wahlergebnisse

### Parlamentswahl 1999
| Ergebnisse der Parlamentswahl 1999 | Ergebnisse der Parlamentswahl 1999 | Ergebnisse der Parlamentswahl 1999 | Ergebnisse der Parlamentswahl 1999 |
| Partei                             | Kandidat                           | Stimmen                            | %                                  |
| ---------------------------------- | ---------------------------------- | ---------------------------------- | ---------------------------------- |
| Liberal Democrats                  | Nora Radcliffe                     | 12.353                             | 36,7                               |
| SNP                                | Sandy Stronach                     | 8158                               | 24,3                               |
| Conservative                       | Alex Johnstone                     | 6602                               | 19,6                               |
| Labour                             | Gillian Carlin-Kulwicki            | 3950                               | 11,7                               |
| Parteilos                          | Hamish Watt                        | 2559                               | 7,6                                |

### Parlamentswahl 2003
| Ergebnisse der Parlamentswahl 2003 | Ergebnisse der Parlamentswahl 2003 | Ergebnisse der Parlamentswahl 2003 | Ergebnisse der Parlamentswahl 2003 | Ergebnisse der Parlamentswahl 2003 |
| Partei                             | Kandidat                           | Stimmen                            | %                                  | ±                                  |
| ---------------------------------- | ---------------------------------- | ---------------------------------- | ---------------------------------- | ---------------------------------- |
| Liberal Democrats                  | Nora Radcliffe                     | 10.963                             | 38,1                               | +1,4                               |
| Conservative                       | Nanette Milne                      | 6892                               | 24,0                               | +4,4                               |
| SNP                                | Alasdair Allan                     | 6501                               | 22,6                               | −1,7                               |
| Labour                             | Ellis Thorpe                       | 2973                               | 10,3                               | −1,4                               |
| Scottish Socialist                 | John Sangster                      | 780                                | 2,5                                | +2,5                               |
| Parteilos                          | Steven Mathers                     | 689                                | 2,4                                | +2,4                               |
| Wahlbeteiligung: 28.798 (47,45 %)  |                                    |                                    |                                    |                                    |

### Parlamentswahl 2007
| Ergebnisse der Parlamentswahl 2007 | Ergebnisse der Parlamentswahl 2007 | Ergebnisse der Parlamentswahl 2007 | Ergebnisse der Parlamentswahl 2007 | Ergebnisse der Parlamentswahl 2007 |
| Partei                             | Kandidat                           | Stimmen                            | %                                  | ±                                  |
| ---------------------------------- | ---------------------------------- | ---------------------------------- | ---------------------------------- | ---------------------------------- |
| SNP                                | Alex Salmond                       | 14.650                             | 41,4                               | +18,8                              |
| Liberal Democrats                  | Nora Radcliffe                     | 12.588                             | 35,6                               | −2,5                               |
| Conservative                       | Nanette Milne                      | 5348                               | 15,1                               | −8,9                               |
| Labour                             | Neil Cardwell                      | 2276                               | 6,4                                | −3,9                               |
| Parteilos                          | Donald Marr                        | 199                                | 0,6                                | +0,6                               |
| Parteilos                          | Dave Mathers                       | 185                                | 0,5                                | −1,9                               |
| Scottish Enterprise                | Bob Ingram                         | 117                                | 0,3                                | +0,3                               |
| Wahlbeteiligung: 35.363 (54,05 %)  |                                    |                                    |                                    |                                    |